# Jutta Schubert
Jutta Schubert (* 1959 in Wiesbaden) ist eine deutsche Regisseurin, Theaterautorin und Schriftstellerin.

## Leben
Jutta Schubert studierte Theaterwissenschaften und Literaturgeschichte an der Friedrich-Alexander-Universität Erlangen-Nürnberg und an der Johann-Wolfgang-Goethe-Universität Frankfurt am Main. Ihren Magister-Artium-Abschluss erwarb sie mit einer Arbeit über Thomas Bernhard. Sie arbeitete von 1983 bis 1986 als Regieassistentin am Schauspielhaus Bochum, bei den Salzburger Festspielen und am Burgtheater in Wien. Seit 1987 ist Jutta Schubert freie Autorin, Theaterregisseurin, Dramaturgin und Dozentin für Theatergeschichte und Kreatives Schreiben. Jutta Schubert ist Mitglied im Verband deutscher Schriftsteller im Landesverband Hessen und im PEN-Zentrum Deutschland.
Ein besonderes Interesse Jutta Schuberts gilt der Weißen Rose. In den 1990er Jahren recherchierte sie im Umfeld der Mitglieder, in Archiven, führte zahlreiche Interviews mit Zeitzeugen und verarbeitete das Material in dem Stück Die Weiße Rose. Aus den Archiven des Terrors, das 2004 vom Jungen Schauspiel Ensemble München unter der Regie von Michael Stacheder in der Reithalle München uraufgeführt wurde. In der Süddeutschen Zeitung heißt es zu einer späteren Aufführung:

„„Manche Geschichte wird so oft erzählt, dass sie allen Reiz zu verlieren scheint. Doch dann kommt jemand, der sie zu neuem Leben erweckt und plötzlich ist es, als hätte man sie noch nie gehört. […] Die Bühnenfassung des JSEM ist so ein Fall. Der Flut an Filmen und Büchern über die Münchner Widerstandsgruppe im Dritten Reich ist nicht mehr viel hinzuzufügen, und spätestens nach der erfolgreichen Kinofassung haben sich die Bilder der gottesfürchtigen, heldenhaften Sophie Scholl, verkörpert von Julia Jentsch, tief ein - gebrannt in das mediale Gedächtnis – trotz heftiger Kritik aus Historikerkreisen. […] Doch Regisseur Michael Stacheder und seine Truppe machen alles anders – und sie machen es besser.““

2013 erschien ihr Roman Zu blau der Himmel im Februar, in dem sie die Tage der missglückten Flucht von Alexander Schmorell auf der Grundlage ihres umfangreichen Recherchematerials belletristisch aufarbeitet. Im Wiesbadener Tagblatt heißt es dazu:

„Jutta Schubert wollte in ihrem Buch, das keine Biografie geworden ist, die Gefühle des Protagonisten und seines Umfeldes deutlich machen, die Brüchigkeit, in der er sich bewegt, die er fühlt. Das gelingt ihr in beklemmender Eindringlichkeit. Ängste und die Macht der Umstände sprechen aus dem Text, in dem die Autorin eine von ihr selbst gewählte Rolle einer „Zeitzeugin der Zeitzeugen“ einnimmt.“

## Werke
- Von einem, der auszog, das Fürchten zu lernen, Co-Autor Michail Bartenev, Theaterstückverlag München, München 1994
- Eden, Theaterstückverlag München, München 1995
- Die drei Musketiere, nach A. Dumas, Theaterstückverlag München, München 1996
- Hexenbrennen, Theaterstückverlag München, München 1996
- Hexenbrennen, Schauspiel, mit historischen Materialien (Hrsg.) Gunther Franz, Edition Spee im Paulinusverlag, Trier 1997
- Himmel und Hölle, Theaterstückverlag München, München 1997
- Die Weiße Rose – Aus den Archiven des Terrors, Theaterstückverlag München, München 1997
- Adieu Marx, Theaterstückverlag München, München 1998
- Adieu Marx oder Eine Komödie, Komödie, Edition Spee im Paulinusverlag, Trier 1998
- Coming Out, Theaterstückverlag München, München 2002
- Alles Kapriolen – Ein Jahrhundert im Musiktheater. Biographie des Dirigenten, Generalmusikdirektors und Hofkapellmeisters Siegfried Köhler, Semikolon-Verlag, Berlin 2003
- Unter dem Haus das Meer – Venezianische Fresken. Gedichte, Edition art-management, Hamburg 2005
- Stranden, Theaterstückverlag München, München 2006
- Hornissenzeit, Theaterstückverlag München, München 2006
- Old Germany, Libretto, Musik: Siegfried Köhler, Schott Musik-Verlag, Mainz 2007
- LiebesLeben, Theaterstückverlag München, München 2008
- Lieben und Töten – Das kurze Leben des Heinrich von Kleist, Theaterstückverlag München, München 2011
- Zu blau der Himmel im Februar, Roman um die letzten Tage der Weißen Rose, Kulturmaschinen, Berlin 2013
- Zwischen Sein und Spielen – Eine Liebeserklärung an George Tabori, Kulturmaschinen, Berlin 2014
- Casanovas Nacht, Theaterstückverlag München, München 2015
- Die Nacht mit Marilyn, Erzählungen, Axel Dielmann-Verlag, Frankfurt am Main 2015
- Zu blau der Himmel im Februar, erw. Neufassung, Roman über die letzten Tage der Weißen Rose, Axel Dielmann-Verlag, Frankfurt am Main 2016
- Zwischen Sein und Spielen – Eine Liebeserklärung an George Tabori, überar. Neuausgabe, Kulturmaschinen, Berlin 2019'
- Rettungen, Erzählungen, Kulturmaschinen, Hamburg 2020
- Der Mond ist ein Licht in der Nacht, Erzählungen, Axel Dielmann-Verlag, Frankfurt am Main 2022

## Preise und Auszeichnungen
- 1990: Arbeitsstipendium des Hessischen Kultusministeriums
- 1990: Arbeitsstipendium des Künstlerdorfes Schöppingen/Münsterland
- 1992, 1993 und 1995: Autorenstipendium des Ministeriums für Frauen, Familie, Wissenschaft und Kunst, Baden-Württemberg
- 1995 und 1996: Autorenstipendium des Kinder- und Jugentheaterzentrums Frankfurt/M und der Bundesakademie Wolfenbüttel
- 1998: Heidelberger Stückemarkt mit „Die Weiße Rose – Aus den Archiven des Terrors“
- 1999 und 2006: Stipendium Paul Maar des Kinder- und Jugendtheaterzentrums in Deutschland
- 2014: Autorenstipendium des Hessischen Literaturrats, Aufenthaltsstipendium in Prag